# Pancorius submontanus
Pancorius submontanus är en spindelart som beskrevs av Prószynski 1992. Pancorius submontanus ingår i släktet Pancorius och familjen hoppspindlar. Inga underarter finns listade i Catalogue of Life.